# Báječná show
Báječná show je český animovaný film režiséra Vladimíra Mráze z roku 2002. Jedná se o první celovečerní animovaný snímek české kinematografie po sametové revoluci.[zdroj?] Vznikl v dílnách QQ studia Ostrava. Film kombinuje klasickou kreslenou a ploškovou animaci s plastelínovou loutkou. K tomu tvůrci ještě připojili 3D počítačovou animaci a množství speciálních efektů.

## Tvůrci
Režisérem filmu je Vladimír Mráz. Na scénáři se podíleli Vladimír Mráz a dramaturgyně ostravského Divadla loutek Helena Motýlová. Scénář filmu vychází z klasických La Fontainových bajek. 
Digitálně zpracované kompozice měl pod dohledem Lukáš Najbrt. Společně s ním na 3D animaci pracoval mladý počítačový grafik Filip Záruba. Autorem výtvarných návrhů celého filmu je výtvarník a ilustrátor dětských knih Josef Quis. Na animaci bajek v „Báječné show“ se výrazně podíleli především Ivo Hejcman ze zlínských ateliérů a bývalí pracovníci Studia Prométheus Karel Trlica, Věra Bobková a Marta Kačorová. Při práci na Báječné show se tito animátoři setkali s mladou generací ostravských tvůrců, především z řad absolventů Ostravské univerzity, Gabrielou Pyszko, Marcelou Polochovou a Janem Drozdem.  
Důležitou složkou filmu je zvuk. Petr Penzes, zvukař z pořadu ČT „Tak neváhej a toč!“, bajky naruchoval a poté namixoval zvuk ve spolupráci s Janem Kaciánem, který mixoval řadu českých večerníčků.[zdroj?] Všechny bajky jsou animovány na písně ostravského hudebního skladatele a jazzmana Borise Urbánka. 

## Obsah filmu
Celovečerní film Báječná show vychází z klasických La Fontainových bajek ze zvířecí říše. Na kouzelném koberci se schází významní herci ze zvířecí říše, aby si jako každý rok nadělili filmové ceny. Pořádek zajišťuje přítomnost krále lva a o zábavu se stará bavič ptakopysk Bobo. Mezi jeho jednotlivými výstupy plastelínových postaviček se promítají filmy ztvárňující bajky Jeana de La Fontain. Celou show zaznamenává televizní štáb v čele s režisérem jezevcem. Organizace klape, až na pár nepříjemností s vlky. Nakonec se přece jen obecenstvo neudrží a nastane mela.
Ve snímku je zakomponováno osm samostatných bajek – Liška a vrána, Zajíc a želva, Vůl a žába, Myšák a hraboš, Netopýr a dvě lasičky, Vlk v převleku, Kojot a mula, Liška a čáp. Každá z bajek je přitom zpracována v určitém filmovém žánru. Zvířecí říše je jako ve všech bajkách čitelnou personifikací lidského světa. Hlavním tématem je pýcha v nejrozmanitějších podobách. Je to podobenství o rozmařilosti, o rozpolcenosti, o uvědomování si, čím chceme být a co doopravdy jsme.[zdroj?] Film však není mravoučným pojednáním, z něhož by plynulo přísné etické ponaučení.[zdroj?]

## Písně z Báječné show
Texty k 15 původním skladbám napsali Jiří Sedláček, Marek Dohnal, Hermína Motýlová a Jiří M. Brabec. Pro každou bajku složil hudební skladatel Boris Urbánek skladbu v jiném žánru. Písně nazpívali čeští interpreti populární hudby, kteří zároveň animované postavy dabovali. Role kojota připadla Václavu Neckáři, hraboše se ujal Dan Bárta, kočky Mícy Heidi Janků a netopýra Vilém Čok, čápovi propůjčil hlas Jiří Korn a hlas vola připadl Petru Jandovi. Ve filmu uslyšíte i Věru Špinarovou, Lucii Vondráčkovou, Žofii Kabelkovou, Jana Spáleného, Oto Klempíře, Norberta Lichého nebo dětský pěvecký sbor Ondrášek. 

## Ocenění
Na Mezinárodním festivalu filmové a televizní tvorby v Plzni „Filmák 2002“ získala Báječná show cenu dětské poroty za nejlepší animovaný film.[zdroj?]